# Tiroiditis
Tiroiditis indica una inflamación de la glándula tiroides. Se trata de un término general para denominar la patología inflamatoria que afecta a esta glándula endocrina, con lo que se desglosa en varios tipos de diferente etiología. Desde el punto de vista clínico se consideran tres grupos de tiroiditis en función del curso de la enfermedad:
- Tiroiditis crónicas: de Hashimoto y de Riedel.
- Tiroiditis subagudas: tiroiditis de De Quervain y tiroiditis silente.
- Tiroiditis agudas: tiroiditis aguda supurada.

## Tiroiditis crónica
Las tiroiditis de curso crónico son dos: la tiroiditis linfocítica crónica (enfermedad de Hashimoto) y la tiroiditis crónica de Riedel.

### Tiroiditis de Hashimoto
La enfermedad de Hashimoto o tiroiditis de Hashimoto es el nombre que recibe la tiroiditis linfocítica crónica. Está ocasionada por la presencia de anticuerpos antitiroideos (sobre todo anticuerpos anti-tiroperoxidasa, presentes en el 90%) en el paciente que desencadenan una respuesta inflamatoria contra la propia glándula dominada fundamentalmente por linfocitos. Por ello es una reacción de hipersensibilidad de tipo IV (enfermedad autoinmunitaria). Se trata de la causa principal de hipotiroidismo en las regiones sin déficit de yodo, ya que esta inflamación crónica genera a la larga una insuficiencia glandular que provoca hipotiroidismo.
Desde el punto de vista epidemiológico afecta a mujeres de mediana edad que tiene predisposición a otras enfermedades autoinmunes y conlleva un importante componente genético. Algunos autores consideran que las enfermedades tiroideas de carácter inmunológico (Graves-Basedow, tiroiditis de Hashimoto y mixedema) son expresiones clínicas de un mismo proceso.
Esta enfermedad es tan frecuente como la de Graves-Basedow, y se caracteriza por el aumento de tamaño de la glándula y síntomas de hipotiroidismo. La tiroxina está baja y el diagnóstico se hace por la presencia de anticuerpos y por biopsia. El tratamiento consiste en la administración de hormonas tiroideas.

### Tiroiditis de Riedel
La Tiroiditis de Riedel (TR) es una enfermedad inflamatoria crónica de la glándula tiroides, en la cual tejido fibroso reemplaza el parénquima glandular y se extiende a estructuras adyacentes.
Es muy poco frecuente y de etiología desconocida. Se caracteriza por una infiltración fibrosa de la glándula que, desde el punto de vista funcional, puede ser normo o hipertiroidea. Esta fibrosis tan extensa acaba extravasando la cápsula de la glándula y afectando también a estructuras contiguas situadas en el cuello, por lo que puede comprimir la vía aérea provocando asfixia y la vía digestiva, provocando disfagia, así como otras estructuras vasculares y nerviosas (nervio laríngeo, lo que provoca disfonía). Es posible que se asocie a fibrosis idiopática en otros lugares (mediastino, retroperitoneo). Su tratamiento es quirúrgico con el fin de preservar el resto de estructuras cérvico-torácicas.

### Otras tiroiditis y tiroideopatías crónicas
Existen varios tipos más de tiroiditis crónica que no se mencionan habitualmente en la clínica pero que deben tenerse en cuenta, tales como la tuberculosa, la granulomatosa, la chagásica, por sarcoidosis, las alérgicas, las actínicas (luego de radioterapia), las linfomatosas, las leucémicas, las post traumáticas, por enfermedades virales, las para parasitarias, etcétera.

## Tiroiditis subaguda
Las tiroiditis de curso clínico subagudo son dos: la tiroiditis linfocítica subaguda (tiroiditis silente o indolora) y la tiroiditis granulomatosa subaguda o tiroiditis de De Quervain.

### Tiroiditis granulomatosa subaguda (de De Quervain)
La tiroiditis granulomatosa subaguda, también llamada de De Quervain, es un proceso inflamatorio doloroso que dura semanas o meses, casi siempre posteriormente a una infección vírica respiratoria, la cual se cree que pudiera ser el proceso patogénico inicial. A diferencia de otras tiroiditis, como la de Hashimoto, el proceso inflamatorio es autolimitado y evoluciona desde una infiltración aguda por leucocitos polimorfonucleares hasta una gradual infiltración por células de la inflamación crónica y formación de granulomas (células gigantes multinucleadas, linfocitos y macrófagos).
Clínicamente se manifiesta por un bocio (agrandamiento de la tiroides) doloroso y aumento del volumen glandular,y también hay aumento importante de VSG (velocidad de sedimentación globular). Sin embargo no hay presencia de anticuerpos antitiroideos. Normalmente la inflamación aguda rompe los folículos tiroideos y provoca un hipertiroidismo inicial, como sucede en otras tiroiditis; pero luego se establece un hipotiroidismo que se recupera gradualmente en función de la curación del proceso inflamatorio (entre 6-8 semanas).

### Tiroiditis linfocítica subaguda (silente o indolora)
La tiroiditis linfocítica subaguda recibe también el nombre de tiroiditis silente o indolora, debido a que desencadena un cuadro clínico similar a la tiroiditis de De Quervain pero sin que el bocio sea doloroso, como sucede en esta última entidad. Sucede sobre todo en mujeres en etapa posparto y se cree que tienen un origen autoinmunitario debido a los estudios serológicos positivos. Recidiva en los embarazos siguientes.

## Tiroiditis aguda
Es una inflamación aguda de la glándula. La etiología va desde:
- Tiroiditis bacterianas
- Tiroiditis virales
- Tiroiditis alérgicas
- Tiroiditis tóxicas (quimioterapia oncológica)
- Tiroiditis traumáticas
- Tiroiditis actínicas (radiación accidental o radioterapia)
- Tiroiditis de otras causas

Son con frecuencia raras porque transcurren inadvertidas, por ejemplo, a menudo se produce por infiltración a partir de órganos vecinos o bien por punciones mal ejecutadas. Se tratan con antiinflamatorios, antibióticos o mediante una intervención quirúrgica (desbridación y drenaje del pus). Clínicamente se manifiestan con cuadros locales de flogosis o con un cuadro febril que puede llevar a una sepsis, por lo que el manejo debe ser rápido.